# 巴尔德拉姆斯多夫
巴尔德拉姆斯多夫是奥地利克恩顿州德劳河畔施皮塔尔县的一个市镇。总面积3795平方公里，总人口1819人，人口密度0.5人/平方公里（2001年）。